# Coprosma
Coprosma is een geslacht uit de sterbladigenfamilie (Rubiaceae). De soorten komen voor in Nieuw-Zeeland, Hawaï, Borneo, Java, Nieuw-Guinea, Australië, talloze eilanden op de Stille Oceaan en de Juan Fernández-archipel. De naam Coprosma betekent "ruikt naar mest" en verwijst naar de geur (methaanthiol) van de gekneusde bladeren van enkele soorten.

## Kenmerken
Veel soorten zijn struikjes met kleine, groenblijvende bladeren. Een paar zijn kleine bomen en hebben veel grotere bladeren. De bloemen hebben onbeduidende bloemblaadjes, lange meeldraden en stampers, en worden door de wind bestoven. Natuurlijke hybriden komen tamelijk vaak voor. De vrucht is een niet-giftige sappige bes, meestal fel oranje (maar kan donkerrood of zelfs lichtblauw zijn), met twee kleine zaden. De oranje vruchten van de grotere soorten werden door kinderen van Maori gegeten. Ze zijn ook populair bij vogels. Er wordt gezegd dat er koffie van de zaden gemaakt kan worden, Coprosma is verwant aan de koffieplant. Een opvallend kenmerk (ook gevonden in andere geslachten van de Rubiaceae) is dat de bladeren holten in de oksels van de nerven hebben. In deze holten en op de steunblaadjes groeien stikstofbindende bacteriën. Daarnaast bieden deze holten of domatia onderdak aan bepaalde soorten mijten. Ze voeden zich met parasitaire schimmels die het blad aantasten. Hierdoor wordt de aantasting ingeperkt.

## Gebruik
De Maori's in Nieuw-Zeeland gebruikten een aantal soorten als kleurstofleverancier en voor medicinaal gebruik. De vruchten van Coprosma acerosa, C.grandiflora, C.lucida, C.repens en C.robusta zouden eetbaar zijn. Het blad van Coprosma lucida en C.robusta werd als thee gebruikt. En verder werd de bes van Coprosma repens als vervanging van koffie gebruikt. Bovendien werden de bladeren van C. grandifolia om hīnau cakes gewikkeld.

## Soorten
- Coprosma acerosa A.Cunn.
- Coprosma acutifolia Hook.f.
- Coprosma arborea Kirk
- Coprosma archboldiana Merr. & L.M.Perry
- Coprosma areolata Cheeseman
- Coprosma atropurpurea (Cockayne & Allan) L.B.Moore
- Coprosma barbata Utteridge
- Coprosma baueri Endl.
- Coprosma benefica W.R.B.Oliv.
- Coprosma bougainvilleensis Gideon
- Coprosma brassii Merr. & L.M.Perry
- Coprosma brunnea (Kirk) Cockayne
- Coprosma chathamica Cockayne
- Coprosma cheesemanii W.R.B.Oliv.
- Coprosma ciliata Hook.f.
- Coprosma colensoi Hook.f.
- Coprosma cookei Fosberg
- Coprosma cordicarpa J.Cantley, Sporck-Koehler & Chau
- Coprosma crassifolia Colenso
- Coprosma crenulata W.R.B.Oliv.
- Coprosma cuneata Hook.f.
- Coprosma cymosa Hillebr.
- Coprosma decurva Heads
- Coprosma depressa Colenso ex Hook.f.
- Coprosma divergens W.R.B.Oliv.
- Coprosma dodonaeifolia W.R.B.Oliv.
- Coprosma dumosa (Cheeseman) G.T.Jane
- Coprosma elatirioides de Lange & A.S.Markey
- Coprosma elegans Utteridge
- Coprosma elliptica W.R.B.Oliv.
- Coprosma ernodeoides A.Gray
- Coprosma esulcata (F.Br.) Fosberg
- Coprosma fatuhivaensis W.L.Wagner & Lorence
- Coprosma foetidissima J.R.Forst. & G.Forst.
- Coprosma foliosa A.Gray
- Coprosma fowerakeri D.A.Norton & de Lange
- Coprosma glabrata J.W.Moore
- Coprosma grandifolia Hook.f.
- Coprosma hirtella Labill.
- Coprosma hookeri Stapf
- Coprosma huttoniana P.S.Green
- Coprosma inopinata I.Hutton & P.S.Green
- Coprosma intertexta G.Simpson
- Coprosma kauensis (A.Gray) A.Heller
- Coprosma kawaikiniensis K.R.Wood, Lorence & Kiehn
- Coprosma laevigata Cheeseman
- Coprosma lanceolaris F.Muell.
- Coprosma linariifolia (Hook.f.) Hook.f.
- Coprosma longifolia A.Gray
- Coprosma lucida J.R.Forst. & G.Forst.
- Coprosma macrocarpa Cheeseman
- Coprosma menziesii A.Gray
- Coprosma meyeri W.L.Wagner & Lorence
- Coprosma microcarpa Hook.f.
- Coprosma montana Hillebr.
- Coprosma moorei F.Muell. ex Rodway
- Coprosma neglecta Cheeseman
- Coprosma nephelephila J.Florence
- Coprosma niphophila Orchard
- Coprosma nitida Hook.f.
- Coprosma nivalis W.R.B.Oliv.
- Coprosma novaehebridae W.R.B.Oliv.
- Coprosma obconica Kirk
- Coprosma ochracea W.R.B.Oliv.
- Coprosma oliveri Fosberg
- Coprosma papuensis W.R.B.Oliv.
- Coprosma parviflora Hook.f.
- Coprosma pedicellata Molly, P.J.Lange & B.D.Clarkson
- Coprosma perpusilla Colenso
- Coprosma persicifolia A.Gray
- Coprosma petiolata Hook.f.
- Coprosma petriei Cheeseman
- Coprosma pilosa Endl.
- Coprosma polymorpha W.R.B.Oliv.
- Coprosma prisca W.R.B.Oliv.
- Coprosma propinqua A.Cunn.
- Coprosma pseudociliata G.T.Jane
- Coprosma pseudocuneata W.R.B.Oliv. ex Garn.-Jones & Elder
- Coprosma pubens A.Gray
- Coprosma pumila Hook.f.
- Coprosma putida C.Moore & F.Muell.
- Coprosma pyrifolia (Hook. & Arn.) Skottsb.
- Coprosma quadrifida (Labill.) Rob.
- Coprosma raiateensis J.W.Moore
- Coprosma rapensis F.Br.
- Coprosma repens A.Rich.
- Coprosma reticulata J.Florence
- Coprosma rhamnoides A.Cunn.
- Coprosma rhynchocarpa A.Gray
- Coprosma rigida Cheeseman
- Coprosma robusta Raoul
- Coprosma rotundifolia A.Cunn.
- Coprosma rubra Petrie
- Coprosma rugosa Cheeseman
- Coprosma savaiiensis Rech.
- Coprosma serrulata Hook.f. ex Buchanan
- Coprosma setosa J.W.Moore
- Coprosma spathulata A.Cunn.
- Coprosma strigulosa Lauterb.
- Coprosma sundana Miq.
- Coprosma tahitensis A.Gray
- Coprosma talbrockiei L.B.Moore & R.Mason
- Coprosma temetiuensis W.L.Wagner & Lorence
- Coprosma tenuicaulis Hook.
- Coprosma tenuifolia Cheeseman
- Coprosma ternata W.R.B.Oliv.
- Coprosma velutina Fosberg
- Coprosma virescens Petrie
- Coprosma waima A.P.Druce
- Coprosma waimeae Wawra
- Coprosma wallii Petrie
- Coprosma wollastonii Wernham

## Hybriden
- Coprosma × arcuata Colenso
- Coprosma × buchananii Kirk
- Coprosma × cunninghamii Hook.f.
- Coprosma × gracilicaulis Carse
- Coprosma × gracilis A.Cunn.
- Coprosma × kirkii Cheeseman
- Coprosma × molokaiensis H.St.John
- Coprosma × neglecta Cheeseman
- Coprosma × tadgellii W.R.B.Oliv.

... · 
Afrocanthium · 
Asperula (Bedstro) · 
Atractocarpus · 
Belonophora · 
Bouvardia · 
Breonadia · 
Byrsophyllum · 
Callipeltis · 
Cephalanthus (Kogelbloem) · 
Chassalia · 
Cinchona · 
Coffea (Koffie) · 
Coprosma · 
Cruciata · 
Deppea · 
Galium (Walstro) · 
Gardenia · 
Genipa · 
Morinda · 
Nertera · 
Pentas · 
Plocama · 
Portlandia · 
Psydrax · 
Richardia · 
Rothmannia · 
Rubia · 
Rutidea · 
Rytigynia · 
Sabicea · 
Sarcocephalus · 
Sericanthe · 
Sherardia · 
Spermacoce · 
Tarenna · 
Tricalysia · 
Uncaria · 
Vangueria · 
Virectaria ·  
Wendlandia · 
...